# Gleimtunnel
Der Gleimtunnel ist ein denkmalgeschützter Straßentunnel in Berlin-Prenzlauer Berg. 1905 fertiggestellt, diente er als niveaufreies Kreuzungsbauwerk von Gleimstraße und dem Bahnhof der Berliner Nordbahn. Während der Deutschen Teilung war er von der Berliner Mauer versperrt. Heute unterquert der Gleimtunnel den Mauerpark und verbindet das Gleimviertel (Ortsteil Prenzlauer Berg, Bezirk Pankow) mit dem Brunnenviertel (Ortsteil Gesundbrunnen, Bezirk Mitte). Namensgeber ist der Dichter Johann Wilhelm Ludwig Gleim.

## Beschreibung

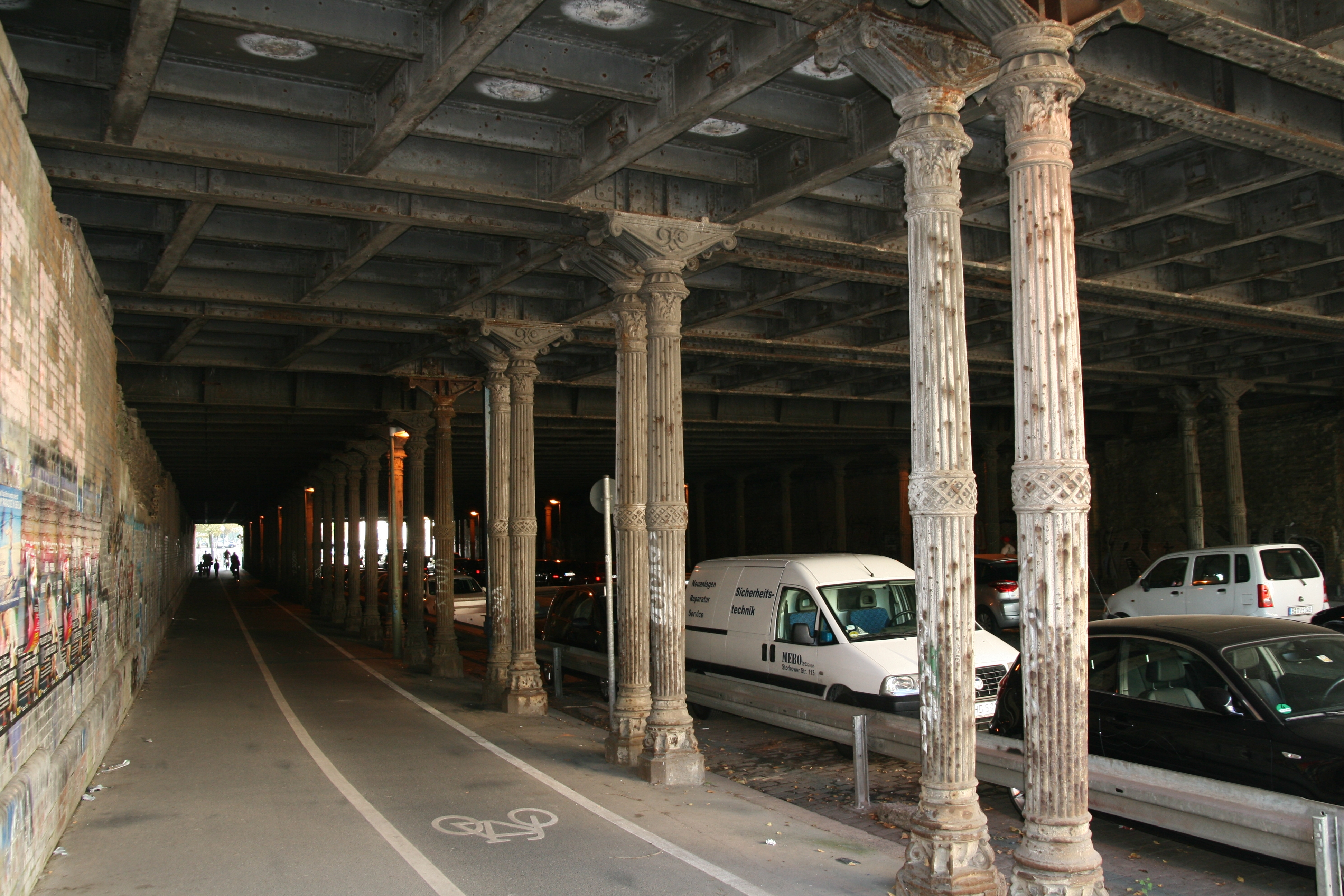
Hartungsche Säulen mit Kapitellverblendung im Gleimtunnel

Der Gleimtunnel ist ein in offener Bauweise gebauter Tunnel mit 130 Metern Länge und 23 Metern Breite. Die Tunneldecke besteht aus einem stählernen Überbau, der von 78 gusseisernen Hartungschen Säulen getragen wird. Die Fahrbahn ist aus Großsteinpflaster, die Durchfahrtshöhe beträgt 3,80 Meter. Abgetrennt durch Leitplanken befinden sich jeweils auf beiden Seiten Fuß- und Radwege. Für Lkw ist der Tunnel gesperrt.
Wegen seiner Lage am ehemaligen Sperrgebiet der Berliner Mauer ist das Bauwerk relativ gut erhalten. So besitzen die meisten Säulen noch die Kapitell-Abdeckungen, die andernorts, etwa bei den Säulen der Berliner Yorckbrücken, verloren sind oder aus Gründen der Verkehrssicherung entfernt wurden. Der Gleimtunnel steht seit 2001 aufgrund seiner verkehrs- und ortsgeschichtlichen sowie seiner künstlerischen Bedeutung unter Denkmalschutz. Er ist neben den Yorckbrücken das einzige größere Eisenbahnbrückenbauwerk Berlins aus der Zeit um 1900, das in seiner Ursprungsausführung vollständig erhalten ist.
Oberhalb des Gleimtunnels führten bis in die 1980er Jahre die Gleise der Berliner Nordbahn. Diese verliefen parallel zur Schwedter Straße und endeten wenige hundert Meter südlich im Kopfbahnhof Berlin Eberswalder Straße, früher genannt Nordbahnhof. Heute wird der Gleimtunnel von einem Verbindungsweg des Mauerparks überquert.

### Konstruktion
Der Deckenspiegel des Gleimtunnels ist in Teilen trapezförmig konstruiert. Er folgt damit der Aufweitung der ehemaligen Gleisanlagen in Richtung Süden. Von Westen aus gesehen gliedert sich der Gleimtunnel in einen stählernen Trägerrost sowie in vier einzelne stählerne Gleisbrücken. Der Trägerrost ist nochmals in vier konstruktiv eigenständige Gruppen aufgeteilt. Zwei davon sind trapezförmig gestaltet und besitzen eine unterschiedliche Anzahl von Pendelstützen. Von Westen aus ist die Konstruktion wie folgt:
- erste Trägerrostgruppe: sechs Pendelstützen auf der Nordseite, sieben auf der Südseite
- zweite Trägerrostgruppe: fünf Pendelstützen auf der Nordseite, fünf auf der Südseite
- dritte Trägerrostgruppe: sieben Pendelstützen auf der Nordseite, sieben auf der Südseite
- vierte Trägerrostgruppe: 12 Pendelstützen auf der Nordseite, 13 auf der Südseite

gefolgt von vier
- Einzelbrücken (Dreifeldträger) mit je zwei Pendelstützen auf der Nord- und Südseite.

Bedingt durch die zwei trapezförmig gestalteten Trägerrostgruppen besitzt der Gleimtunnel 78 Pendelstützen. Die Übergänge zwischen diesen Trägerrostgruppen und den Einzelbrücken sind abgedeckt, so dass der Eindruck eines zusammenhängenden Tunnels entsteht. Die beiderseitigen Widerlager sind knapp 2,5 Meter stark, gelb verklinkert und weisen einen Granitsockel auf.

## Geschichte
1877 nahm die Berliner Nordbahn ihren Betrieb auf. Ihre Züge fuhren von Neubrandenburg und später auch von Stralsund bis zum damaligen Nordbahnhof, einem Güterbahnhof zwischen der Ringbahn und der südlich gelegenen Bernauer Straße. 

### 1905 Bau des Tunnels
Der Bau des Gleimtunnels begann 1903. Er war aufwendig und kostspielig, da für eine niveaufreie Unterquerung große Erdmassen in der Umgebung des bestehenden Bahnhofs abgegraben werden mussten. Die damals größtenteils unbebaute Schwedter Straße und Gleimstraße wurden um bis zu 4,2 Meter tiefergelegt. Erd- und Konstruktionsarbeiten erfolgten durch den Bauingenieur Zabinski und wurden vermutlich Anfang 1905 abgeschlossen. 1908 bis 1911 wurde der Gleimtunnel umgebaut und erweitert. Er war damals eine wichtige Verbindung zwischen den Wohngebieten in Prenzlauer Berg und den Fabriken im Wedding wie dem AEG-Werk Brunnenstraße. Benannt wurde der Gleimtunnel am 9. November 1911 nach der Gleimstraße, die durch ihn hindurchführt.
Bei der Schlacht um Berlin im April 1945 waren der Gleimtunnel und der benachbarte Falkplatz heftig umkämpft. Mehrmals wurde die Gleimstraße von sowjetischen und deutschen Soldaten zurückerobert. Der Falkplatz diente als Notfriedhof. Im Juni 1945 wurden die Leichen umgebettet.

### 1961–1989 versperrt durch die Berliner Mauer

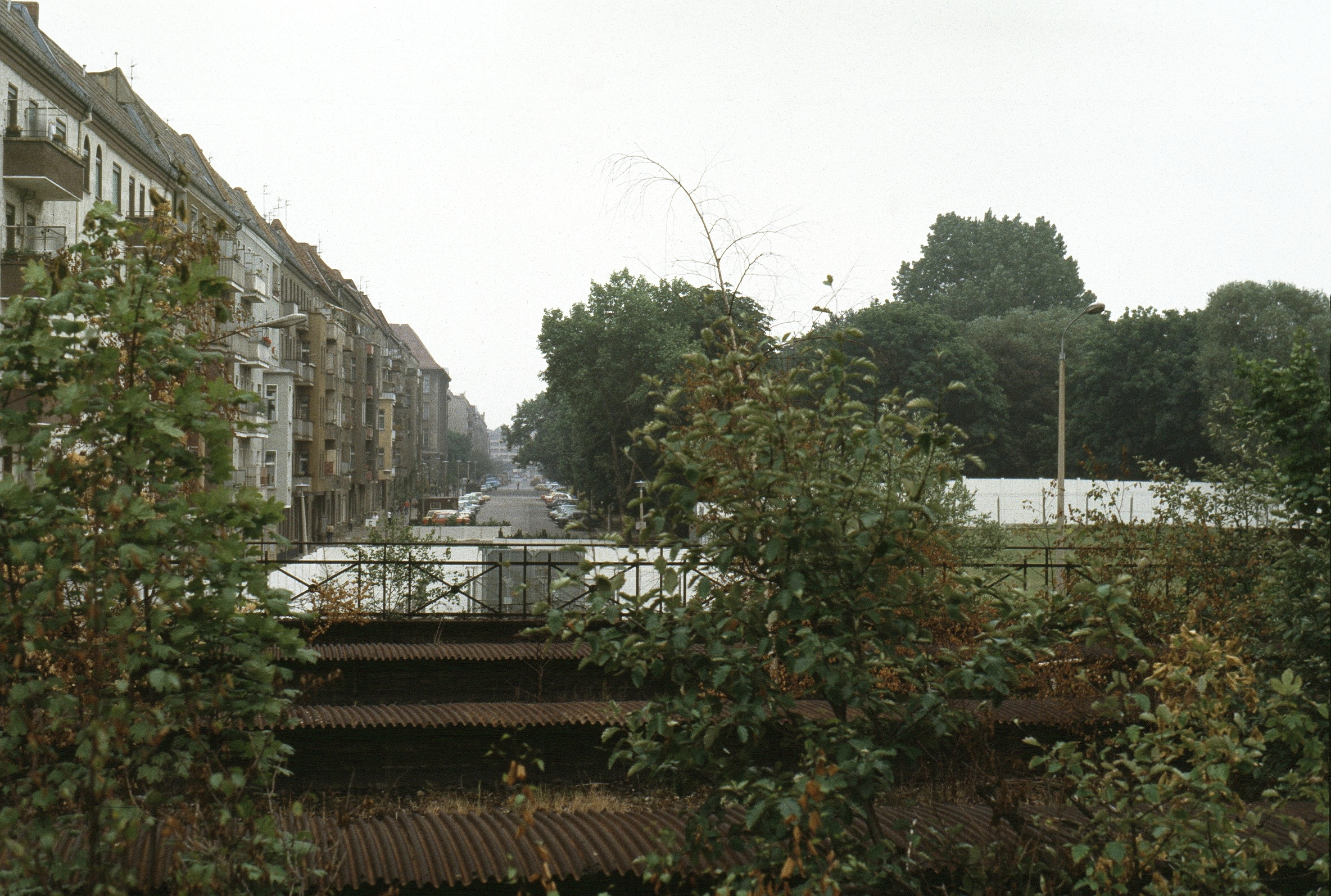
Blick vom Ostportal über die Berliner Mauer Richtung Falkplatz, 1988

Mit dem Bau der Berliner Mauer 1961 war der Gleimtunnel versperrt. Er lag bis 1988 vollständig auf West-Berliner Seite und die Grenzmauer verlief direkt entlang des Ostportals an der Schwedter Straße. Der Güterzugverkehr über dem Gleimtunnel verminderte sich stetig und wurde mit der Schließung des Güterbahnhofs durch die Deutsche Reichsbahn 1985 eingestellt. 1988 gab es einen Gebietsaustausch zwischen Berlin (West) und der Regierung der DDR, der Gleimtunnel lag infolge etwa zur Hälfte auf DDR-Staatsgebiet. 1989 wurde der Grenzstreifen verbreitert, die Grenzmauer verlief zuletzt etwa mittig oberhalb des Tunnels.

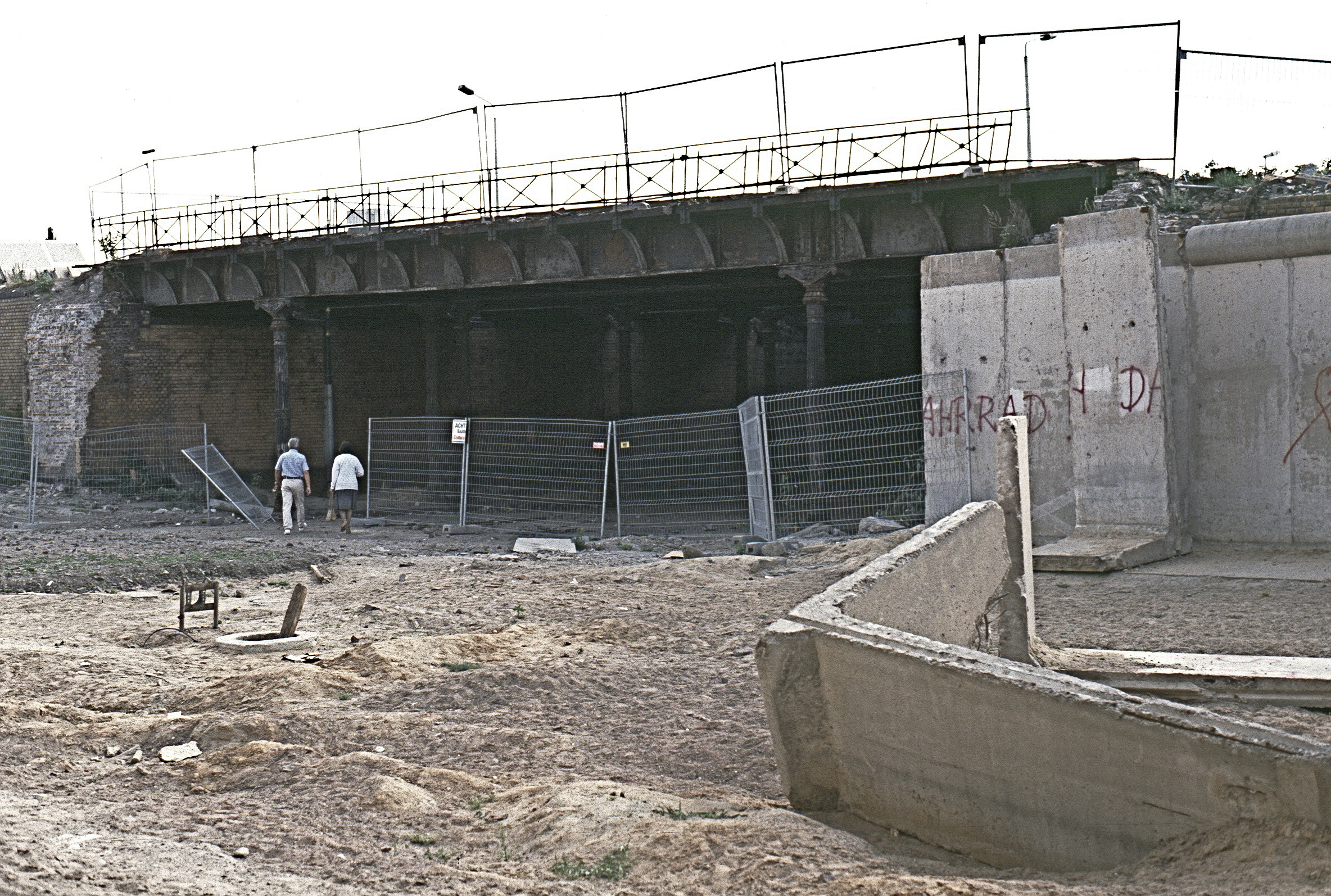
Ostportal mit Resten der Berliner Mauer, August 1990

Nach dem Mauerfall wurde ab Juni 1990 die Mauer vor dem Ostportal abgerissen und der Gleimtunnel im September wieder geöffnet, zunächst nur für den Fußgängerverkehr. Im Oktober 1993 wurden umfangreiche Sanierungsarbeiten an der Tunneldecke abgeschlossen und die Durchfahrt auch für den Autoverkehr wieder geöffnet. Größere Proteste von Anwohnern gegen die Öffnung für Autos waren vergeblich geblieben.

### Nutzung seit dem Mauerfall
Da die Deckschicht des Bauwerks nicht betreten werden darf, trennte der Gleimtunnel ab 2005 den auf dem ehemaligen Bahngelände errichteten Mauerpark in einen Süd- und Nordteil. Auf Druck des Vereins Freunde des Mauerparks e. V. errichtete die Stadt Berlin im August 2008 eine von Fußgängern und Radfahrern nutzbare Leichtbaubrücke über den Tunnel. Der westliche, gewerblich genutzte Teil des ehemaligen Bahngeländes war über eine Straße oberhalb des Tunnels erschlossen.

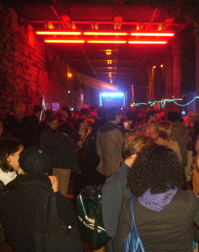
Gleimtunnel-Party, 2007

2002 und 2007 wurden an der Tunneldecke oberhalb der Fuß- und Radwege verschiedene Kunstprojekte realisiert. Die Lichtinstallationen von Sven Kalden und Christian Paschedag waren über mehrere Jahre in Betrieb. Von 2007 bis 2013 war der Tunnel Veranstaltungsort der öffentlich geförderten Gleimtunnel-Party. Am Vorabend des Tages der Deutschen Einheit sollten mittels der Tanzveranstaltung Interkulturelle Begegnungen zwischen Brunnen- und Gleimkiez ermöglicht werden.
Bei einem Unwetter am 27. Juli 2016 wurde der Gleimtunnel nach starken Regenfällen überschwemmt, wodurch einige parkende Autos aufschwammen und sich ineinander verkeilten. Der Tunnel wurde daraufhin gesperrt. Uneinigkeiten zwischen der Stadt Berlin und der Deutschen Bahn über die Eigentumsverhältnisse verzögerten die Instandsetzung und Wiedereröffnung. Am 13. Januar 2017 wurde der Tunnel wieder für den Autoverkehr freigegeben, Fußgänger und Radfahrer konnten bereits vorher wieder passieren. Wegen Bauarbeiten an der Schwedter Straße war der Tunnel von Januar 2019 bis April 2020 für den Autoverkehr erneut gesperrt.